# Dent de Vaulion

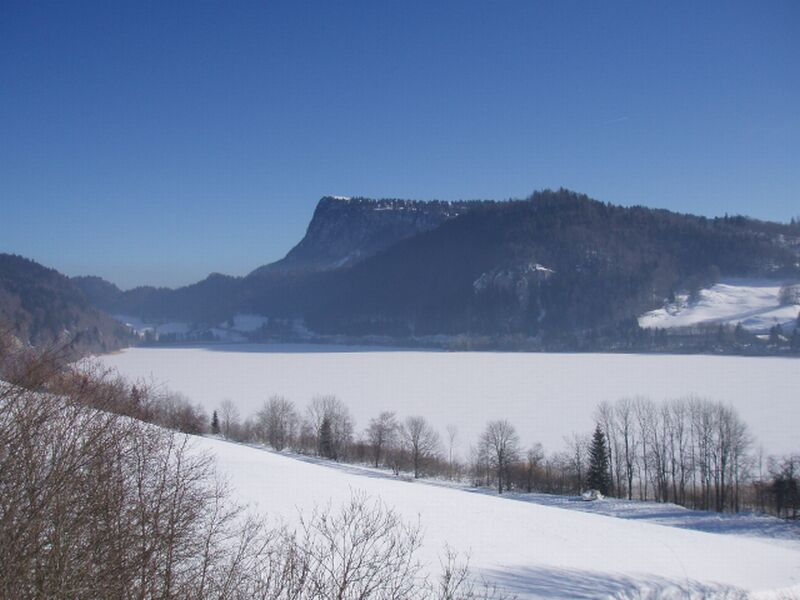
Dent de Vaulion.

Dent de Vaulion är en bergstopp i Schweiz. Den ligger i distriktet Jura-Nord vaudois och kantonen Vaud, i den västra delen av landet, 90 km väster om huvudstaden Bern. Toppen på Dent de Vaulion är 1 483 meter över havet. Dent de Vaulion ingår i Jurabergen och ligger nära sjön Lac de Joux. Nordsluttningen är extremt brant, medan sydsluttningen är avsevärt flackare.